# Античен театър (Пловдив)
Вижте пояснителната страница за други значения на Амфитеатър.
Античният театър на Филипополис е сред най-добре запазените антични театри в света и сред основните туристически атракции на Пловдив.
Построен е по времето на римския император Марк Улпий Траян (98 – 117) сл. Хр. и е разкрит при археологически разкопки от 1968 до 1979 г. от Археологически музей Пловдив. Разположен е между Джамбаз тепе и Таксим тепе. Театърът на Филипопол e единствената запазена антична театрална сграда по българските земи. Сградата е адаптирана за съвременния културен живот на Пловдив и в нея се провеждат различни по характер спектакли за около 3500 зрители. Обявен е за археологически паметник в брой. 6 на Държавен вестник от 1995 г.
Античният театър е известен погрешно като „Амфитеатъра“, което е друг вид антична постройка (амфитеатър).

## Местоположение
Античният театър на Филипопол е разположен в Стария град, на южния склон на Трихълмието, в седловината между Джамбаз тепе и Таксим тепе.

## Театърът
Зрителните места на театъра са ориентирани на юг, към античния град в низината и планината Родопа. В план театърът е полукръг с външен диаметър 82 м. Откритото зрително пространство – кавея, включва 28 концентрични реда мраморни седалки. Те са разделени от пътека – диазома на два ранга. Във височина двата ранга са пресичани от тесни радиални стълби, които разделят кавеята на трапецовидни сектори – керкиди. Зрителните места обграждат сцената – орхестра, която е с форма на подкова и диаметър 26,64 м.
От южната страна на орхестрата е сценичната постройка – скене. Тя е триетажна сграда, която в източния и западния си край завършва с издадени към кавеята проскении, в които са поместени стълбите за етажите. Сценичната площадка (проскений) е висока 3,16 м. с фасада към орхестрата, декорирана йонийска колонада от мрамор, която е увенчана от триъгълни фронтони. Фасадата на скенето към зрителите се състои от два портика на два етажа – първият етаж е в римо-йонийски, а вторият – в римо-коринтски ордер. Фасадата е просечена от три симетрично разположени врати.
Входовете – пародоси – към орхестрата, отначало – открити, по-късно – засводени, свързват кавеята със сценичната постройка. Подземен проход със засводен коридор започва от центъра на орхестрата, преминава под сценичната постройка и излиза извън сградата. Втори засводен проход преминава под централния сектор на високия ранг и свързва кавеята на театъра с Трихълмието. Над него е изградена ложата за почетните лица.
По подобие на театрите по цялата Римска империя, така и на театъра във Филипопол почетните зрителски места са надписвани. Освен за представителите на градската управа, обозначения има за магистрати, приятели на императора и др. Откритите почетни надписи показват, че сградата е използвана и за седалище на тракийското провинциално събрание.
Вероятно част от зрелищата с борби с животни и гладиатори са се провеждали в театъра, тъй като съществуват специфични особености на конструкцията му. Открити са следи от обезопасителни съоръжения пред първия ред и трите стълбища, които пресичат подиума. Най-вероятно тези допълнения са направени във връзка с посещението на император Каракала във Филипопол през 214 г.
- Сценичната постройка – скене
- Скулптури, част от украсата на скене-то
- Откритото зрително пространство – кавея
- Мраморните редове с обозначения за почетни граждани
- Скулптура, част от украсата на скене-то

## Реставрация и консервация
В края на IV век голяма част от театъра е разрушена – от пожар или заметресение, но благодарение на реставрацията му той е съхранен в днешния си вид. Разкрит е при археологически разкопки, проведени през 1968 – 1979 г. от Археологическия музей в Пловдив.
Реставрацията на римския театър в Пловдив е призната за едно от най-добрите постижения на българската консервационна школа. Намесата е ограничена в границите, определени въз основа на щателни изследвания и от изключване на предположенията. Реконструкцията е направена строго по метода на анастилозата, а новият материал е видимо отбелязан. Днес театърът е център в силуета на южната част на Трихълмието, една от емблемите на Пловдив и функционираща сцена за класическа драма, танци и музика.
Поради добрата акустика, която се дължи на специфичната архитектура на театъра, той се използва за концерти и други обществени прояви, като побира около 3500 зрители. В театъра има няколко запазени стели и стенни надписи на гръцки език. Възможно е преди построяването му на това място да е имало храм на тракийската богиня Бендида.
По време на скорошно археологическо проучване бе открит и разчетен надпис върху постамент за статуя, отнасящ се за Тит Флавий Котис – потомък на тракийската царска династия, три пъти първожрец на провинция Тракия, съдебен представител на метрополията (град Филипопол) и отговорник за строежите. Според новооткрития надпис, театърът е построен при император Домициан.
- Разкриване на античния театър